# Comuna Livada, Arad
Livada (în maghiară:Fakert, în germană: Baumgarten) este o comună în județul Arad, Crișana, România, formată din satele Livada (reședința) și Sânleani.

## Demografie
Componența etnică a comunei Livada
     Români (83,08%)
     Maghiari (4,98%)
     Alte etnii (1,13%)
     Necunoscută (10,81%)
Componența confesională a comunei Livada
     Ortodocși (56,7%)
     Penticostali (18,38%)
     Romano-catolici (4,14%)
     Reformați (3,25%)
     Baptiști (1,89%)
     Alte religii (3,59%)
     Necunoscută (12,04%)
Conform recensământului efectuat în 2021, populația comunei Livada se ridică la 3.813 locuitori, în creștere față de recensământul anterior din 2011, când fuseseră înregistrați 2.960 de locuitori. Majoritatea locuitorilor sunt români (83,08%), cu o minoritate de maghiari (4,98%), iar pentru 10,81% nu se cunoaște apartenența etnică. Din punct de vedere confesional, majoritatea locuitorilor sunt ortodocși (56,7%), cu minorități de penticostali (18,38%), romano-catolici (4,14%), reformați (3,25%), baptiști (1,89%) și altele (1,47%), iar pentru 12,04% nu se cunoaște apartenența confesională.

## Politică și administrație
Comuna Livada este administrată de un primar și un consiliu local compus din 13 consilieri. Primarul, Adrian-Florin Țolea[*], de la Partidul Social Democrat, este în funcție din 1 noiembrie 2024. Începând cu alegerile locale din 2024, consiliul local are următoarea componență pe partide politice:
|  | Partid                          | Consilieri | Componența Consiliului | Componența Consiliului | Componența Consiliului | Componența Consiliului |
|  | ------------------------------- | ---------- | ---------------------- | ---------------------- | ---------------------- | ---------------------- |
|  | Partidul Național Liberal       | 4          |                        |                        |                        |                        |
|  | Partidul Social Democrat        | 4          |                        |                        |                        |                        |
|  | Uniunea Salvați România         | 2          |                        |                        |                        |                        |
|  | Alianța pentru Unirea Românilor | 1          |                        |                        |                        |                        |
|  | Partidul Mișcarea Populară      | 1          |                        |                        |                        |                        |
|  | Forța Dreptei                   | 1          |                        |                        |                        |                        |

## Personalități născute aici
- Nicolae Kruch (1932 - 1995), sculptor și desenator.